# Mibzar
Mibzar, cujo significado é "uma fortaleza", era um clã edomita (possivelmente o nome de um chefe com o mesmo nome) mencionado em Gênesis 36:31–43.
De acordo com Eusébio, Mibzar está conectado com Mibsara, uma aldeia considerável dominada por Petra e ainda existente em sua época.